# Hun skriver paa Maskine
Hun skriver paa Maskine er en dansk stumfilm fra 1918, der er instrueret af Lau Lauritzen Sr. efter manuskript af Kai Allen.

## Handling
Denne artikel mangler et handlingsreferat. Hjælp os med at skrive det.

## Medvirkende
- Frederik Buch - Snik, sagfører
- Lauritz Olsen - Snak, sagfører
- Ragnhild Sannom - Amanda Møllberg
- Carl Schenstrøm - Baron Rollmops